# 基希內烏克里什
基希內烏克里什（羅馬尼亞語：Chișineu-Criș），是羅馬尼亞的城鎮，位於該國西部，距離首府阿拉德43公里，由阿拉德縣負責管轄，面積119平方公里，海拔高度94米，2007年人口8,340，大多數居民信奉東正教。